# Поляновиці (Куявсько-Поморське воєводство)
Поляновиці (пол. Polanowice) — село в Польщі, у гміні Крушвиця Іновроцлавського повіту Куявсько-Поморського воєводства.
Населення — 632 особи (2011).

## Демографія
Демографічна структура станом на 31 березня 2011 року:
|          | Загалом | Допрацездатний вік | Працездатний вік | Постпрацездатний вік |
| -------- | ------- | ------------------ | ---------------- | -------------------- |
| Чоловіки | 310     | 74                 | 210              | 26                   |
| Жінки    | 322     | 75                 | 174              | 73                   |
| Разом    | 632     | 149                | 384              | 99                   |